# 고체 질소
고체 질소(固體窒素, solid nitrogen)는 질소 원소의 고체 상태이다. 고체 질소는 명왕성이나 트리톤 등 태양계 외부 천체들의 주요 표면 구성 물질이다. 낮은 압력 상태에서 고체 질소는 분산력에 의해 형성된 이질소 분자의 형태로 존재한다. 질소 원자 형태의 고체 질소는 극도로 높은 압력에서 형성되며, 엄청난 에너지 밀도를 지닌다.
1884년 폴란드 화학자 카롤 올스제프스키가 액체 수소를 기화시켜 액체 질소의 열을 빼앗게 함으로써 고체 질소를 처음 만들어냈다. 올스제프스키는 고체 질소를 승화시킴으로써 주변 온도를 48 K(= 섭씨 -225.15도)까지 낮추어 저온 세계 기록을 세웠다. 실험실에서 고체 질소는 대개 액체 질소를 진공상태에서 기화시켜 만들어낸다. 고체 질소는 다공성이다.